# 가에탄 티네
가에탄 이자 로르 티네(프랑스어: Gaëtane Iza Laure Thiney, 1985년 10월 28일 ~ )는 프랑스의 여자 축구 선수이다. 포지션은 미드필더 및 공격수이며, 현재 파리 FC 소속이다.

## 클럽 경력
브리엔르샤토와 올랭피크 생메미에서 선수 생활을 시작했으며 2000-01 디비지옹 1 페미닌 시즌에서 올랭피크 생메미 소속으로 데뷔했다. 2005-06 시즌에서는 US 콩피에뉴 우아즈로 이적했고 2008-09 시즌에서는 파리 FC(옛 이름 FCF 쥐비지)로 이적했다.

## 국가대표 경력
2007년 2월 28일에 열린 중국과의 경기에 출전하면서 프랑스 여자 축구 국가대표팀 선수로 데뷔했다. 2011년 FIFA 여자 월드컵, 2012년 런던 하계 올림픽, UEFA 여자 유로 2013, 2015년 FIFA 여자 월드컵, UEFA 여자 유로 2017에 참가했다.